# (6634) 1987 KB
(6634) 1987 KB es un asteroide perteneciente al cinturón de asteroides, descubierto el 23 de mayo de 1987 por  el equipo del Observatorio Municipal de Campinas "Jean Nicolini", Campinas, Brasil.

## Designación y nombre
Designado provisionalmente como 1987 KB. 

## Características orbitales
1987 KB está situado a una distancia media del Sol de 2,374 ua, pudiendo alejarse hasta 3,004 ua y acercarse hasta 1,745 ua. Su excentricidad es 0,265 y la inclinación orbital 10,710 grados. Emplea 1336,24 días en completar una órbita alrededor del Sol.

## Características físicas
La magnitud absoluta de 1987 KB es 12,69. Tiene 10,651 km de diámetro y su albedo se estima en 0,171.